# Poggio Mirteto
Poggio Mirteto é uma comuna italiana da região do Lácio, província de Rieti, com cerca de 5.175 habitantes. Estende-se por uma área de 26 km², tendo uma densidade populacional de 199 hab/km². Faz fronteira com Filacciano (RM), Forano, Montopoli di Sabina, Poggio Catino, Salisano, Torrita Tiberina (RM).

## Demografia
| Variação demográfica do município entre 1861 e 2011                               |
|                                                                                   |
| Fonte: Istituto Nazionale di Statistica (ISTAT) - Elaboração gráfica da Wikipedia |